# 王莘旧居
王莘旧居是天津音乐团团长、天津人民艺术剧院副院长、天津歌舞剧院院长、中国音协常务理事、天津市音协主席、天津市文联副主席及歌曲《歌唱祖国》的作曲者王莘在天津的故居，该建筑现为一般保护等级历史风貌建筑。

## 建筑
王莘旧居为一座建于二十世纪三十年代的二层砖木结构楼房，该楼房坐落于原天津英租界的伦敦道（London Road）（今和平区成都道博爱里1号）。博爱里西北起成都道，长45米，宽3.1米，沥青路面，该里巷于1926年填土垫地，1935年建房成巷后最初为日占时期一个军官的姨太太住的地方。中华人民共和国成立后，中央音乐学院用了一百匹白洋布从那个军官那里换来了这处房子并分给当时从苏联聘请的两名声乐专家供其居住，后来苏联专家回国，王莘一家就搬进了博爱里1号居住近50年。